# Бенеди, Гюстав
Антуан Альбер Пьер Гюстав Бенеди (фр. Antoine Albert Pierre Gustave Bénédit; 7 апреля 1802, Марсель — 8 декабря 1870, Марсель) — французский поэт и музыкальный критик.

## Биография
Окончив Парижскую консерваторию (1827), пробовал себя в Париже как певец, но без особого успеха. В 1830 г. вернулся в Марсель, преподавал в консерватории, публиковался как музыкальный критик в газете Sémaphore de Marseille. В 1840 г. опубликовал небольшую повесть в стихах на провансальском языке «Шишуа, или Головорез господина Лонга» (окс. Chichois vo lou nervi de Moussu Long), вдохновлённую сатирическими поэмами Огюста Марселя Бартелеми и ему посвящённую. Выведенный в этом произведении герой, бесшабашный и не смущающийся преступать закон, имел большой успех в Марселе и был воспринят как типичное отражение городского духа.